# Symphytognatha globosa
Symphytognatha globosa és una espècie d'aranyes araneomorfs de la família dels simfitognàtids (Symphytognathidae). Fou descrita per primera vegada per V.V. Hickman l'any 1931.
Aquesta espècie és endèmica de Tasmània (Austràlia).